# Мюезин
Мюезин (на арабски: مؤذن; на турски: Müezzin) е духовен служител към джамията в ислямската религия, който призовава от минарето мюсюлманите към молитва, пеейки езана.

## История и възникване
Историците смятат, че в арабските племена още в предислямските времена съществувал обичай, при който събирането на членовете на племето ставало чрез издаване на специален вик или крясък. Това съобщаване и събиране чрез викане се е правело от специални мъже, които били наричани „мунади“ или „муаззин“. Глаголът „езана“ или „адзана“ на арабски език означава „викане на публиката“.
Първоначално мюезинът е помощник на имама. Първи мюезин в историята на ислама става Билял ибн Рабах, избран лично от пророка Мохамед да изпълнява тази длъжност при престоя им в Медина. Халиф Умар (634 – 644) отправя в помощ на наместника на Куфа човек в качеството му на „мюезина на везиря“. От този период датира ритуал, според който мюезина първо призовава правоверните на улицата, а след това се отправя към монарха и приканва и него към молитва. Връщайки се в джамията, мюедзина обявява началото на намаза. Текстът на езана в този период е много кратък. Впоследствие започва използването му само в извънредни случаи. След като се утвърждава основния архитектурен тип на джамията, мюезина започва да пее езана от балкона на минарето. Тази традиция води началото си по времето на омаядския халиф Абд Ал-Малике (685 – 705). Арабският пътешественик Ибн Батута (1304 – 1077) разказва, че в Хорезъм в задълженията на мюезина влиза гоненето на правоверните от домовете им за намаз.

### Необходими характеристики
С течение на годините се наложило да професионализират длъжността на мюезина. Той трябва да притежава мощен, но приятен глас, който са длъжни да слушат всички жители в околността. За да се постигне мелодичното произнешение на думите от езана обучават децата, които имат талант при пеенето, още от малки. Често длъжността на мюезин се предава по наследство. Друга особеност на мюезина в миналото е, че често тази длъжност е предпочитана от родителите на слепи момчета, тъй като е начин на припечелване на доходи. Тази особеност се обяснява с предимството, че от височината на минарето слепият мюезин не може да види вътрешните дворове и по-специално харемите с жените.
В някои големи джамии възниква традиция на хорово рецитиране на езана. Освен езана мюезина изпълняват специални славословия, като например да произнасят „прекрасните имена на Аллаха“. Понякога задълженията на мюезина са възлагани на астроном, който трябва да удостовери правилното направление на молитвата при строителството на джамиите, а също така и определя точното време на намаза.